# Васојевићка нахија
Васојевићка нахија је у Старој Црној Гори сврставана у племена Васојевићи, да би им Књажевина Црна Гора дала статус нахије. 

## Историјски подаци из 1895. године
Границе Ова нахија заузима источни дио земљишта Црне Горе, а граничи: са истока Старом Србијом, са сјевера Морачком нахијом и Старом Србијом; са југа Албанијом и Зетском нахијом и са запада Зетском и Морачком. Овдје би ваљало напоменути да се овај простор иначе и сам називао дуго времена Старом Србијом! А томе у прилог иду и многобројни докази и формалне и материјалне природе.
Племена Сва Васојевићска нахија броји се као једно велико племе Васојевићи, којих се један дио ослободило испод Турака за вријеме владе књаза Данила I 1854. године; дијели се по земљишту на Лијеву Ријеку, Нахију и Полимље.
Планине У овој нахији највеће су планине: Ком, који некијем дијелом припада и овој нахији као и Зетској, Сјекирица, Мокра Планина и Зелетим.
Равнице У овој нахији нема равница, али јој земљиште није кршевито већ је обрасло густијем шумама и травом.
Воде Кроз ову нахију теку ријеке: Тара и Лим, које имају повише приточица.
Путеви. Ову нахију веже с Подгорицом коњанички пут, којим се иде од Полимља преко Андријевице уз ријеку Тару; па преко Вјетрника.
Позната мјеста. У овој су нахији знатна мјеста: Андријевица, варош на утоку ријеке Злорјечице у Лим; овдје је: окружни суд, варошка управа, црква, основна школа, телеграф и пошта. Бојишта су: Букова Пољана, гдје је била битка 1877. године. Полимље, овдје је била још знатнија битка 1862. и 1879. године; Превија и Бијели Поток знатни су због бојева у години 1877.
Поднебље У овој је нахији негдје хладно а негдје топло. Земљиште је сасвијем плодно и већијем дијелом може се топити у вријеме суше. Сва поврћа и усјеви добро рађају. Од воћа има највише јабука и шљива. Од домаће животиње гаје се: говеда, коњи, добре овце и козе. У шумама има доста међеда и срна а има и друге дивљачи. Земљиште је обрасло добро разнијем шумскијем дрвећем.
Становништво Народ се у овој нахији занима земљорадњом и сточарством, а трговина и занати не напредују како би могли. Домаће уређење требало би да је много боље. [*]